# Kanuslalom-Europameisterschaften 2000
Die Kanuslalom-Europameisterschaften 2000 fanden in Mezzana, Italien, unter der Leitung des Europäischen Kanuverbandes (ECA) statt. Es war die 3. Ausgabe des Wettbewerbs und sie fanden am 24. bis zum 25. Juni 2000 statt.

## Ergebnisse
Insgesamt wurden acht Wettbewerbe austragen. Allerdings nahmen im C2-Team-Event nur drei Teams teil, so dass dort keine Medaillen vergeben wurden, da die Mindestteilnehmerzahl von fünf nicht erreicht wurde.

### Männer

#### Canadier
| Wettbewerb                     | Gold                                                                                        | Gold   | Silber                                                                                             | Silber | Bronze                                                                                                   | Bronze |
| ------------------------------ | ------------------------------------------------------------------------------------------- | ------ | -------------------------------------------------------------------------------------------------- | ------ | --- | ------ |
| C1                             | Tony Estanguet                                                                              | 226,90 | Juraj Minčík                                                                                       | 227,47 | Lukáš Pollert                                                                                            | 228,07 |
| C1 Team                        | SlowakeiMichal Martikán Juraj Minčík Dušan Ovčarík                                          | 130,09 | TschechienPřemysl Vlk Lukáš Pollert Tomáš Indruch                                                  | 133,43 | SpanienJordi Sangrá Gibert Jon Ergüín Jordi Domenjó                                                      | 134,22 |
| C2                             | SlowakeiPavol Hochschorner/Peter Hochschorner                                               | 233,96 | FrankreichFranck Adisson/Wilfrid Forgues                                                           | 235,39 | PolenKrzysztof Kołomański/Michał Staniszewski                                                            | 235,85 |
| C2 Team (kein Mediallen-Event) | DeutschlandKai Walter & Frank Henze Kay Simon & Robby Simon André Ehrenberg & Michael Senft | 139,00 | SlowakeiPavol Hochschorner & Peter Hochschorner Roman Štrba & Roman Vajs Ľuboš Šoška & Peter Šoška | 139,18 | TschechienJaroslav Volf & Ondřej Štěpánek Jaroslav Pospíšil & Jaroslav Pollert Marek Jiras & Tomáš Máder | 140,03 |

#### Kajak
| Wettbewerb | Gold                                                          | Gold   | Silber                                         | Silber | Bronze                                               | Bronze |
| ---------- | ------------------------------------------------------------- | ------ | ---------------------------------------------- | ------ | ---------------------------------------------------- | ------ |
| K1         | Pierpaolo Ferrazzi                                            | 216,13 | Thomas Becker                                  | 216,44 | Laurent Burtz                                        | 217,09 |
| K1 Team    | ItalienPierpaolo Ferrazzi Enrico Lazzarotto Matteo Pontarollo | 122,77 | SlowenienMiha Terdič Dejan Kralj Fedja Marušič | 122,81 | SchweizMathias Röthenmund Michael Kurt Beat Mosimann | 124,50 |

### Frauen

#### Kajak
| Wettbewerb | Gold                                                        | Gold   | Silber                                                         | Silber | Bronze                                         | Bronze |
| ---------- | ----------------------------------------------------------- | ------ | -------------------------------------------------------------- | ------ | ---------------------------------------------- | ------ |
| K1         | Štěpánka Hilgertová                                         | 236,83 | Brigitte Guibal                                                | 237,65 | Irena Pavelková                                | 238,93 |
| K1 Team    | SlowakeiElena Kaliská Gabriela Stacherová Gabriela Brosková | 140,91 | TschechienMarcela Sadilová Štěpánka Hilgertová Irena Pavelková | 141,30 | DeutschlandMandy Planert Evi Huss Susanne Hirt | 142,55 |

## Medaillenspiegel
| Platz  | Land        | Gold | Silber | Bronze | Gesamt |
| ------ | ----------- | ---- | ------ | ------ | ------ |
| 1      | Slowakei    | 3    | 1      | 0      | 4      |
| 2      | Italien     | 2    | 0      | 0      | 2      |
| 3      | Tschechien  | 1    | 2      | 2      | 5      |
| 4      | Frankreich  | 1    | 2      | 1      | 4      |
| 5      | Deutschland | 0    | 1      | 1      | 2      |
| 6      | Slowenien   | 0    | 1      | 0      | 3      |
| 7      | Polen       | 0    | 0      | 1      | 1      |
| 7      | Spanien     | 0    | 0      | 1      | 1      |
| 7      | Schweiz     | 0    | 0      | 1      | 1      |
| Gesamt |             | 7    | 7      | 7      | 21     |